# Remo Piana
Remo Piana (Roma, 6 settembre 1908 – Unione Sovietica, 7 aprile 1943) è stato un cestista italiano.

## Carriera
Ha militato nella Ginnastica Roma, con cui ha vinto il campionato del 1935. Con la Nazionale ha partecipato al primo torneo olimpico di pallacanestro, a Berlino 1936.

## Palmarès
- Campionato italiano: 1

Ginnastica Roma: 1935